# Communauté de communes de la Galaure
La Communauté de communes de la Galaure est une ancienne communauté de communes située dans la Drôme.

## Objectif
L’objectif de la CCLG est de dynamiser le territoire en développant les activités économiques, d’offrir un service à la population en matière de petite enfance, valoriser le patrimoine, améliorer l’habitat.
Fusion au 1er janvier 2014 vers la Porte de DrômArdèche.

## Composition
Elle regroupait 8 communes :
| Nom                            | Code Insee | Gentilé       | Superficie (km2) | Population (dernière pop. légale) | Densité (hab./km2) |
| ------------------------------ | ---------- | ------------- | ---------------- | --------------------------------- | ------------------ |
| Châteauneuf-de-Galaure (siège) | 26083      | Castelneuvois | 18,08            | 1 748 (2014)                      | 97                 |
| Claveyson                      | 26094      | Claveysonnais | 16,13            | 886 (2014)                        | 55                 |
| Fay-le-Clos                    | 26133      | Fayens        | 4,56             | 169 (2014)                        | 37                 |
| La Motte-de-Galaure            | 26216      | La Mottois    | 7,73             | 781 (2014)                        | 101                |
| Mureils                        | 26219      | Mureillois    | 5,45             | 464 (2014)                        | 85                 |
| Ratières                       | 26259      | Ratièrois     | 9,01             | 266 (2014)                        | 30                 |
| Saint-Avit                     | 26293      | Saint-Avitois | 8,94             | 294 (2014)                        | 33                 |
| Saint-Uze                      | 26332      | Saint-Uziens  | 10,10            | 2 010 (2014)                      | 199                |

## Compétences
- Développement économique : Industrie, Commerce et Artisanat
- Urbanisme et Habitat
- Tourisme et Communication
- Déchets ménagers
- Agriculture et environnement
- Petite enfance, Enfance, Jeunesse